# Trollius laxus
Trollius laxus es una planta perteneciente a la familia Ranunculaceae. Es nativa de América del Norte y se considera que tiene dos subespecies, una con una distribución en el este y otra en el oeste.

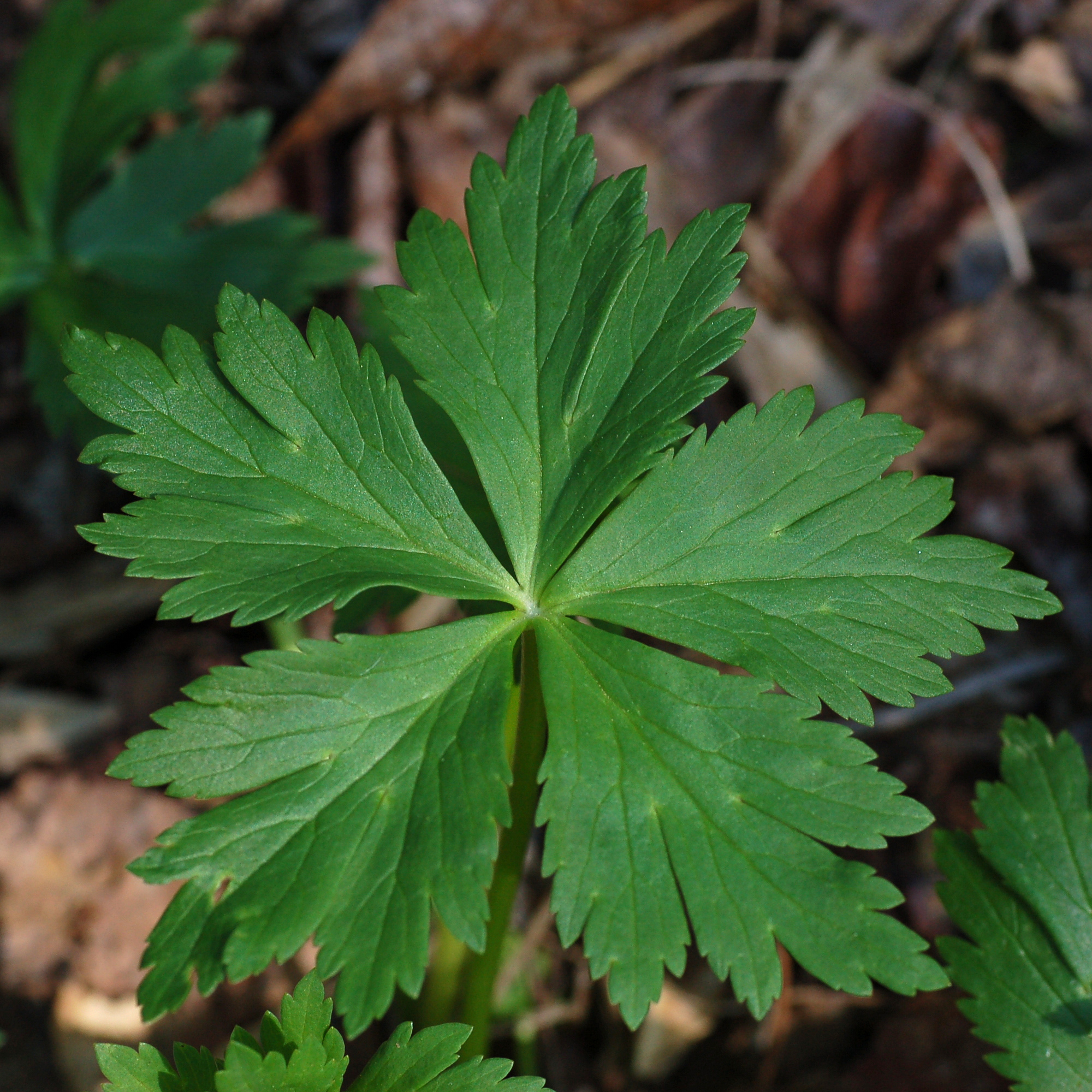
Detalle de la hoja

## Subspecies
Las dos subespecies de Trollius laxus son:
- T. laxus ssp. albiflorus (A. Gray) A. Löve & D. Löve & Kapoor 1971[2]
- T. laxus ssp. laxus[3]

Subespecie albiflorus se distribuye por el sudoeste de Canadá y noroeste de los Estados Unidos, mientras que la ssp. laxus se distribuye por el nordeste de U.S., limitada a partes de Connecticut, Nueva Jersey, New York, Ohio y Pennsylvania.

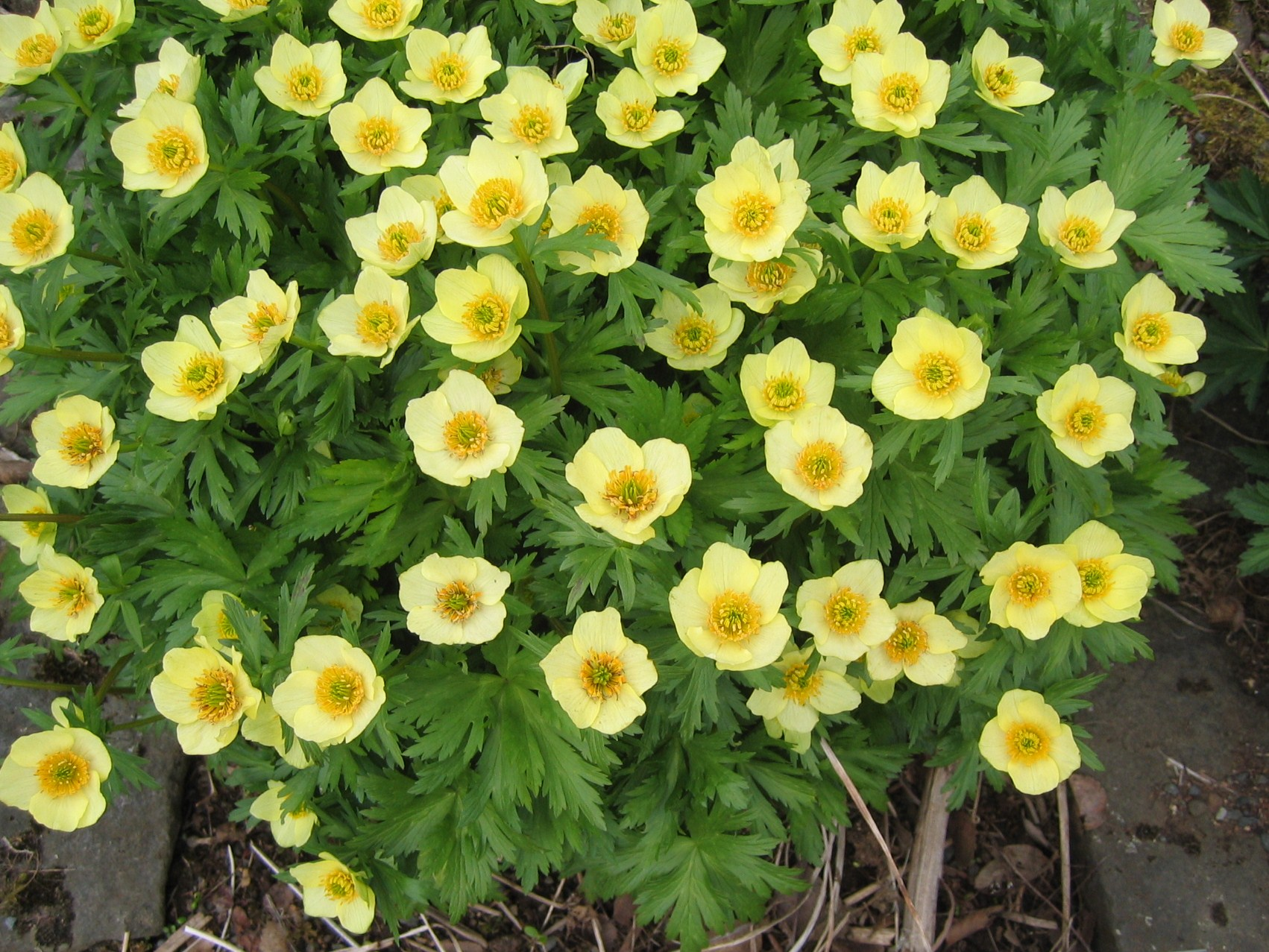

## Taxonomía
Trollius laxus fue descrita por Richard Anthony Salisbury y publicado en Transactions of the Linnean Society of London 8: 303. 1807.
Sinonimia
- Trollius americanus Muhl. ex DC.	[5]